# Apple M3
De Apple M3 is een door Apple ontwikkelde serie processoren gebaseerd op de ARM-architectuur. Deze derde generatie system-on-a-chip (SoC) werd geïntroduceerd op 30 oktober 2023 en wordt gebruikt in de iMac met M3 en de MacBook Pro 14 en 16 inch uit 2023.

## Architectuur
De M3-chip is gebouwd met een 3nm-proces en bevat acht processorkernen (Engels: cores); vier cores voor hoge prestaties en vier cores voor energie-efficiëntie. De M3 Pro-chip bevat elf of twaalf processorkernen; vijf of zes prestatiegerichte cores en zes efficiëntiegerichte cores. De M3 Max-chip ten slotte beschikt over veertien of zestien processorkernen; tien of twaalf prestatiegericht en vier efficiëntiegericht. Door gebruik te maken van een 3nm-proces moet de M3 dezelfde prestaties leveren als de M1 uit 2020 bij de helft van het stroomverbruik.
De GPU is volledig opnieuw ontworpen en bevat functies zoals Dynamic Caching, Mesh Shading en hardwareondersteuning voor ray tracing.
De M3-chip biedt tot 24 GB geheugen, de M3 Pro-chip tot 36 GB en de M3 Max-chip tot 128 GB. Net als bij eerdere SoC's uit de M-serie dient dit geheugen zowel als werkgeheugen en videogeheugen.
| Processor | CPU-cores (P+E) | GPU-cores | Geheugen  | Transistoren |
| --------- | --------------- | --------- | --------- | ------------ |
| M3        | 8 (4+4)         | 8         | 8-24 GB   | 25 miljard   |
| M3        | 8 (4+4)         | 10        | 8-24 GB   | 25 miljard   |
| M3 Pro    | 11 (5+6)        | 14        | 18-36 GB  | 37 miljard   |
| M3 Pro    | 12 (6+6)        | 18        | 18-36 GB  | 37 miljard   |
| M3 Max    | 14 (10+4)       | 30        | 36-128 GB | 92 miljard   |
| M3 Max    | 16 (12+4)       | 40        | 36-128 GB | 92 miljard   |

1. ↑  Prestatie + energie-efficiëntie

## Kritiek
De M3 Pro en M3 Max hebben een geheugenbandbreedte van 150 GB/s, dat is zo'n 25% minder dan hun M1/M2-voorgangers. Ook de GPU-prestaties zijn slechts tot 10% beter dan die van de M2 Pro.